# もう眠らない
「もう眠らない」（もうねむらない、原題: "Sleep No More"）は、イギリスのSFドラマ『ドクター・フー』の第9シリーズ第9話。2015年11月14日に初放送された。脚本はマーク・ゲイティス、監督はジャスティン・モロトニコフが担当した。
本作は38世紀の海王星の公転軌道上に位置する宇宙ステーションの乗組員であるラスムッセン（演:リース・シェアスミス）が編集とナレーションをしたファウンド・フッテージビデオである。ビデオでは、睡眠時間短縮装置モルフェウスの利用により生じた目やにで構築されたヒューマノイドのサンドマンが、宇宙ステーションの乗組員やターディスで到着した12代目ドクター（演:ピーター・カパルディ）とクララ・オズワルド（演:ジェナ・ルイーズ・コールマン）を襲う様子が撮影されている。ビデオの終了時には、電気信号を映像として拡散することで全宇宙の視聴者からサンドマンを生み出そうとするラスムッセンの陰謀が明かされる。

## 連続性
怪物の名称についてクララと議論している際、サイルリアンと同様に人間に受け入れらる名称は常に自分ではなく人間が名付けているとドクターは主張している。これは、サイルリアンが実際にシルル紀の生物ではないにも拘わらず人間がサイルリアンと命名した Doctor Who and the Silurians（1970年）での出来事を指している。
脚本家のマーク・ゲイティスによると、ドクターが言及した人類に振りかかった大災害とは、クラシックシリーズの第21シーズン Frontios での地球と太陽の衝突のことである。

### 他作品への言及
原題 Sleep No More はウィリアム・シェイクスピアの『マクベス』の台詞 "Sleep no more! Macbeth does murder sleep" に由来しており、これは劇中でドクターも引用している。
クララはモルフェウス・マシンの名前が夢を司る神のモルペウスに由来しているのか尋ねている。モルフェウスのホログラムは "in the arms of Morpheus" というフレーズを使用しており、これは深い眠りにつくという意味である。また、モルフェウス・マシンのテーマソングである "Mr. Sandman" (en) は1954年にザ・コーデッツが人気の火付け役となった歌である。
チョプラ（演:ニート・モーハン）のようにモルフェウス・マシンで睡眠時間を短縮しようとしない人間はリップスと呼ばれる。これはワシントン・アーヴィングによる短編小説『リップ・ヴァン・ウィンクル』にちなむ。

## 製作

### オープニング
本作では従来のオープニングは使用されず、本作独自に製作された新しいタイトルスクリーンが採用された。これは51年に及ぶ番組の歴史上初めてのことであった。

### 配役
ラスムッセン役のリース・シェアスミスは50周年記念特別エピソード An Adventure in Space and Time でパトリック・トラウトン役を演じた。サンドマン役のトム・ウィルトンは「ザイゴンの侵略」「ザイゴンの逆転」でザイゴン役を演じた。474役のベサニー・ブラックは『ドクター・フー』に出演した中では初めてトランスジェンダーを公言している演者である。

## 放送と反応
| 専門評論家によるレビュー | 専門評論家によるレビュー |
| レビュー・スコア         | レビュー・スコア         |
| 出典                     | 評価                     |
| ------------------------ | ------------------------ |
| The A.V. Club            | B                        |
| ペースト                 | 8.0                      |
| SFX                      | [ 11 ]                   |
| TV Fanatic               | [ 12 ]                   |
| IGN                      | 8.4                      |
| ニューヨーク・マガジン   | [ 14 ]                   |
| ラジオ・タイムズ         | [ 15 ]                   |

本作のイギリスでのリアルタイム視聴者数は400万人、タイムシフト視聴者を加算して561万人であった。これは全視聴者数527万人の第10シリーズ「宇宙での死に方」が記録を更新するまでは、2005年に新シリーズが始まって以来の最低記録であった。Appreciation Index は78で、第2シリーズ「エルトン君の大冒険」の76に次いで低い記録となった。
本作は右の評価モジュールに示すように、批評家ごとに大きく反応が割れた。Clut Fix のジョン・ハッセーは本作に肯定的であり、ゲイティスの脚本とリース・シェアスミスの演技を高く評価した。